# Upton Pyne
Upton Pyne is een civil parish in het bestuurlijke gebied East Devon, in het Engelse graafschap Devon.